# Winnie Berndtson
Winnie Berndtson (født 28. maj 1964 i Ringsted) er en dansk politiker, der indtil 2009 var medlem af Københavns Borgerrepræsentation (uden for partierne) og tidligere miljøborgmester i Københavns Kommune.
Berndtson begyndte sin politiske karriere i DSU og blev i 1990 medlem af Borgerrepræsentationen for Socialdemokratiet. I 2002 blev hun borgmester for miljø og forsyning og betragtedes i en årrække som partiets kronprinsesse, men tabte den interne afstemning om at blive partiets næste overborgmesterkandidatskandidat. 
I forbindelse med fordelingen af udvalgsposter efter kommunalvalget 2005 forlod hun Socialdemokraterne og blev løsgænger. Hun var fra oktober 1985 til oktober 1986 formand for Landssammenslutningen af Handelsskoleelever, hvor hun afløste partikollega Jens Christiansen som formand. Hun blev selv afløst af Jan Birk.
Winnie Berndtson er uddannet cand.scient.adm. og har to børn. Efter at have forladt Borgerrepræsentationen er Winnie Berndtson blevet sekretariatsleder for Mandecentret i København.
Næstformand i Fødevarebankens bestyrelse. Leder af Kirkens Korshærs sociale arbejde i København. Næstformand i Frivilligcenter Amager. Medlem af Udsatteråd og Frivilligråd i København.